# Marc-Antoine de Noé
Pour les articles homonymes, voir Noé.
Pour les autres membres de la famille, voir Famille de Noé.
Marc-Antoine de Noé, né en avril 1724 au château de la Grimaudière près de La Rochelle et mort le 22 septembre 1802 à Troyes, est un ecclésiastique français qui fut le dernier évêque de Lescar de 1763 à 1790 et évêque concordataire de Troyes en 1802.

## Biographie
Marc-Antoine Noé est issu d'une famille de Gascogne. Il est le 3e fils de Marc-Roger de Noé (1673-1733), baron de L'Isle en Armagnac, colonel du régiment de son nom, brigadier des armées du roi et commandant de la province de Guyenne et de Marie-Charlotte Colbert de Saint-Mars (1692-1767). Il est le cousin germain du comte Louis-Pantaléon de Noé.
Destiné à une carrière ecclésiastique, il reçoit en commende l'abbaye de Simorre dans le diocèse d'Auch en 1756 puis il devient grand-vicaire de l'évêque d'Albi puis de l'archevêque de Rouen. Député à l'Assemblée du clergé de 1762 et il est nommé évêque de Lescar le 1er janvier, confirmé le 16 mai et sacré le 12 juin 1763 par Dominique de La Rochefoucauld.
Il est l'un des quatre prélats qui refusent d'adhérer aux actes de l'Assemblée du clergé de 1765 sur la Bulle Unigenitus. Marc-Antoine de Noé est parmi les évêques à qui le roi ordonne de résider dans leur diocèse en octobre 1784. Il fait éditer en 1788 son Discours sur l'état futur de l'Église, destiné à l'origine à être prononcé lors de l'assemblée du clergé de 1785 et qui avait été refusé et sera jugé  a posteriori comme prémonitoire. Député du clergé de Béarn aux États généraux de 1789 il ne siège pas et se retire dans son évêché. Il refuse la Constitution civile du clergé et il doit quitter son évêché qui est supprimé lors de  la nomination comme évêque constitutionnel des Basses-Pyrénées de Barthélemy-Jean-Baptiste Sanadon le 2 mars 1791.
Il émigre d'abord en Espagne en 1791 puis en Angleterre où il publie ses œuvres et où il réside jusqu'au Concordat de 1801. Rentré en France il accepte alors de se démettre officiellement de son évêché de Lescar et il est nommé évêque de Troyes le 11 avril 1802 mais il meurt dans son nouveau diocèse dès le 22 septembre de la même année. Il est inhumé sous une simple dalle dans la chapelle Sainte-Jeanne d’Arc de la cathédrale de Troyes.

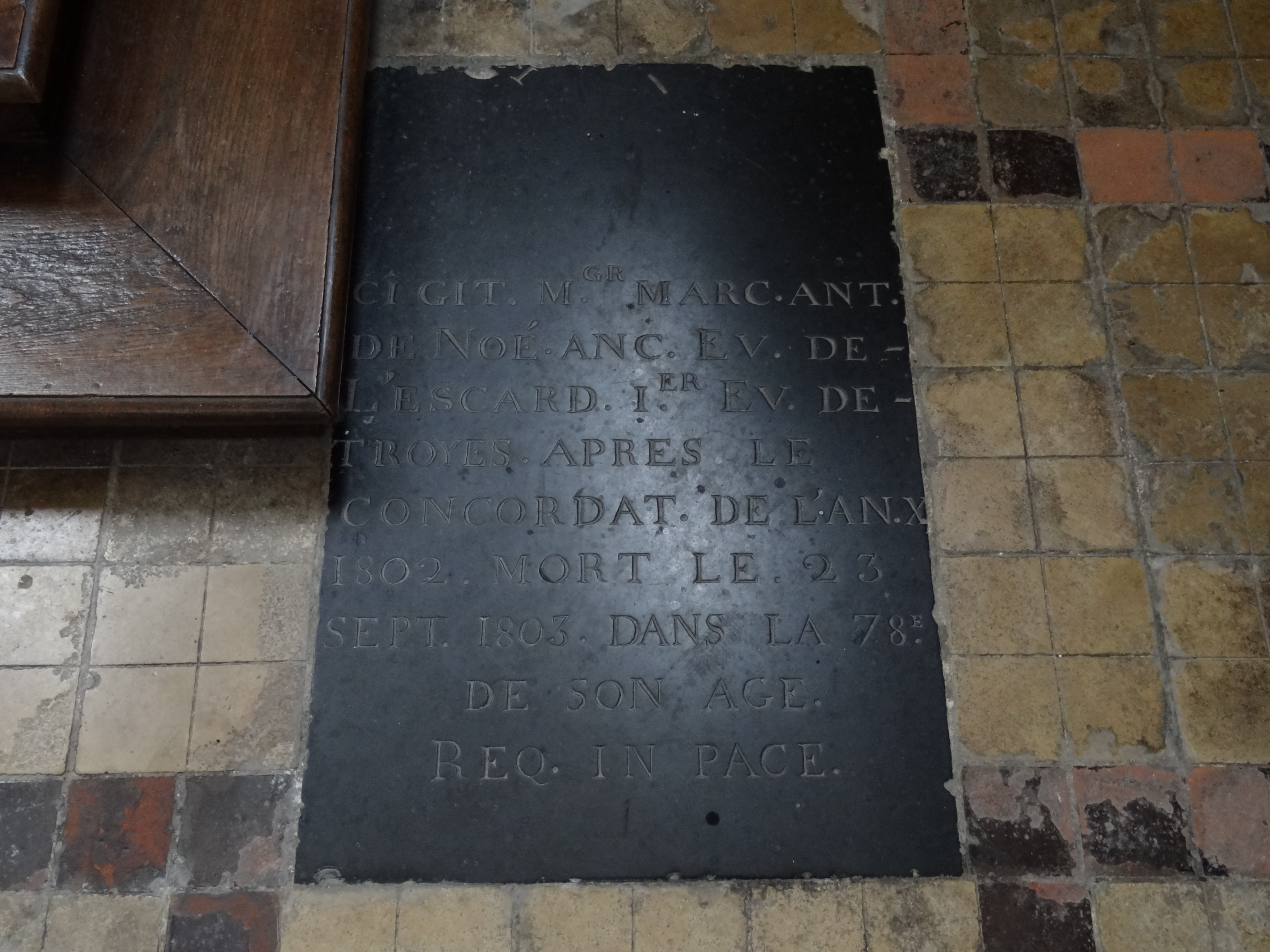
La tombe de Marc-Antoine de Noé dans la chapelle Sainte-Jeanne d’Arc de la cathédrale de Troyes.

## Armes
Losangé d'or et de gueules.